# Ману Бързолета
„Ману Бързолета“ (на английски: Birds of a Feather/Manou the Swift/Swift) е германска компютърна анимация от 2019 година на режисьорите Кристиан Хаас и Андреа Блок. Озвучаващия състав се състои от Кейт Уинслет, Уилем Дефо, Джош Кийтън, Касандра Стийн и Дейвид Шонеси.
В България филмът е пуснат по кината на 25 януари 2019 г. от „Про Филмс“.
През 2020 г. се излъчва и по SuperToons.
| Обработка           | Про Филмс |
| ------------------- | --- |
| Режисьор на дублажа | Анна Тодорова |
| Озвучаващи артисти  | Татяна Захова Йорданка Илова Елисавета Господинова Росен Русев Константин Лунгов Сотир Мелев Камен Асенов Борис Кашев Стефан Сърчаджиев-Съра |